# Quận Madison, Virginia

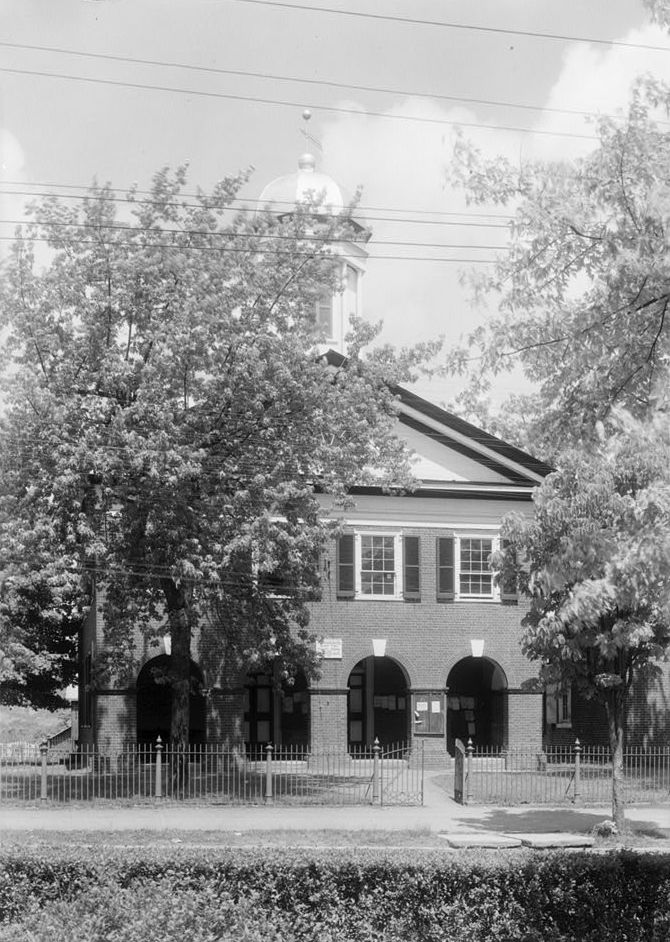
Tòa án quận Madison ở Madison, Virginia

Quận Madison là một quận thuộc tiểu bang Virginia, Hoa Kỳ.
Quận này được đặt tên theo gia đình Madison sở hữu đất dọc theo sông Rapidan. Theo điều tra dân số của Cục điều tra dân số Hoa Kỳ năm 2000, quận có dân số 12.520 người. Quận lỵ đóng ở Madison6. Quận được lập tháng 12 năm 1792 từ quận Culpeper Lưu trữ ngày 2 tháng 1 năm 2013 tại Wayback Machine [1]

## Địa lý
Theo Cục điều tra dân số Hoa Kỳ, quận có diện tích 833 km2, trong đó có 1 km2 là diện tích mặt nước.

### Quận giáp ranh
- Quận Page, Virginia - tây bắc
- Quận Rappahannock, Virginia - bắc
- Quận Culpeper, Virginia - đông
- Quận Orange, Virginia - đông nam
- Quận Greene, Virginia - tây nam